# Алиот
Алио́т — эпсилон Большой Медведицы (ε UMa / ε Ursae Majoris / ε Большой Медведицы) — самая яркая звезда в созвездии Большой Медведицы (несмотря на обозначения Байера, Алиот обозначается буквой эпсилон) с видимой звёздной величиной 1,76 и находится на 33 месте по яркости среди всех звёзд в видимой части неба. Среди всех звёзд созвездия Алиот имеет наименьшую видимую звёздную величину, на 0,05 звёздной величины превосходя Дубхе в яркости. Традиционное название звезды — Алиот происходит от арабского слова alyat (курдюк).
Алиот является частью движущейся группы звёзд Большой Медведицы.
В рисунке созвездия эта звезда расположена в «хвосте медведя», ближе всех к его телу, третьей от конца «ручки» и таким образом звезда находится в большом «ковше», ближе всех к чаше. Алиот также является членом большой и рассеянной подвижной группы звёзд созвездия Большой Медведицы. Исторически эта звезда используется в морской навигации.

## Характеристики
Согласно данным, полученным Hipparcos, Алиот находится на расстоянии в 81 световой год (25 парсек) от Земли. Спектральный класс Алиота — A0p; «p» указывает на особенность, так как спектр звезды нетипичен, подобно характеристикам переменных звёзд типа α² Гончих Псов. Алиот, как представитель этого типа, обращает на себя внимание тем, что с ним происходят два взаимодействующих процесса: во-первых, сильное магнитное поле звезды расщепляет разные элементы водородного топлива звезды, затем угол оси вращения к оси магнитного поля объединяет различные элементы, отсортированные по магнитным свойствам, в одну линию, видимую между Алиотом и Землёй. Находящиеся там элементы реагируют по-разному с разными частотами света, преломляя его, из-за чего у Алиота видны крайне странные спектральные линии, которые колеблются c периодом в 5,1 дня. В случае с Алиотом, оси вращения и магнитного поля находятся под углом почти в 90 градусов друг к другу. Недавнее изучение наводит на мысль, что это изменение с частотой в 5,1 дня может происходить из-за околозвёздного объекта с массой примерно в 14,7 массы Юпитера с эксцентриситетом орбиты, равным 0,5, и средним расстоянием в 0,055 астрономической единицы от Алиота.
Для этого типа звёзд у Алиота относительно слабое магнитное поле (в 15 раз слабее, чем у α Canum Venaticorum), но оно всё равно в 100 раз сильнее, чем поле Земли.